# St. Nikolaus (Murnau am Staffelsee)
Die katholische Pfarrkirche St. Nikolaus steht in der oberbayerischen Marktgemeinde Murnau am Staffelsee im Landkreis Garmisch-Partenkirchen. Sie gehört mit der Pfarrei Murnau zum Dekanat Benediktbeuern. Die Pfarrei ist dem Bistum Augsburg zugeordnet. Patroziniumstag der Pfarrkirche ist der 6. Dezember.

## Geschichte
Nachdem der gotische Vorgängerbau der heutigen Pfarrkirche baufällig und zu klein geworden war, wurde 1717 vom Ettaler Abt Placidus Seitz der Grundstein für die neue Kirche gelegt. Das Langhaus wurde von 1717 bis 1721 errichtet, 1725–27 folgte der Chor. Der Unterbau des gotischen Turms wurde von 1730 bis 1732 erhöht. Der Architekt ist unbekannt. Die Kirchweihe folgte am 6. Mai 1734 durch den Augsburger Weihbischof Sigismund Mayr. 1736 wurde der Bau zur Pfarrkirche erhoben. Der Kirchturm wurde 1750 mit Kuppel und Laterne vollendet und misst seither 50 Meter Höhe. Ein vermutlich geplanter zweiter Turm wurde nicht ausgeführt. Die spätbarocke Innenausstattung wurde wegen Geldmangels erst sukzessive eingefügt: Der Hochaltar wurde wohl 1771 vom Kloster Ettal geschenkt bzw. gestiftet. Die Deckenfresken in Chor und Langhaus entstanden erst um 1870 bzw. 1893–95.
Seit 1756 ist St. Nikolaus eine Wallfahrtskirche zur Mater dolorosa.

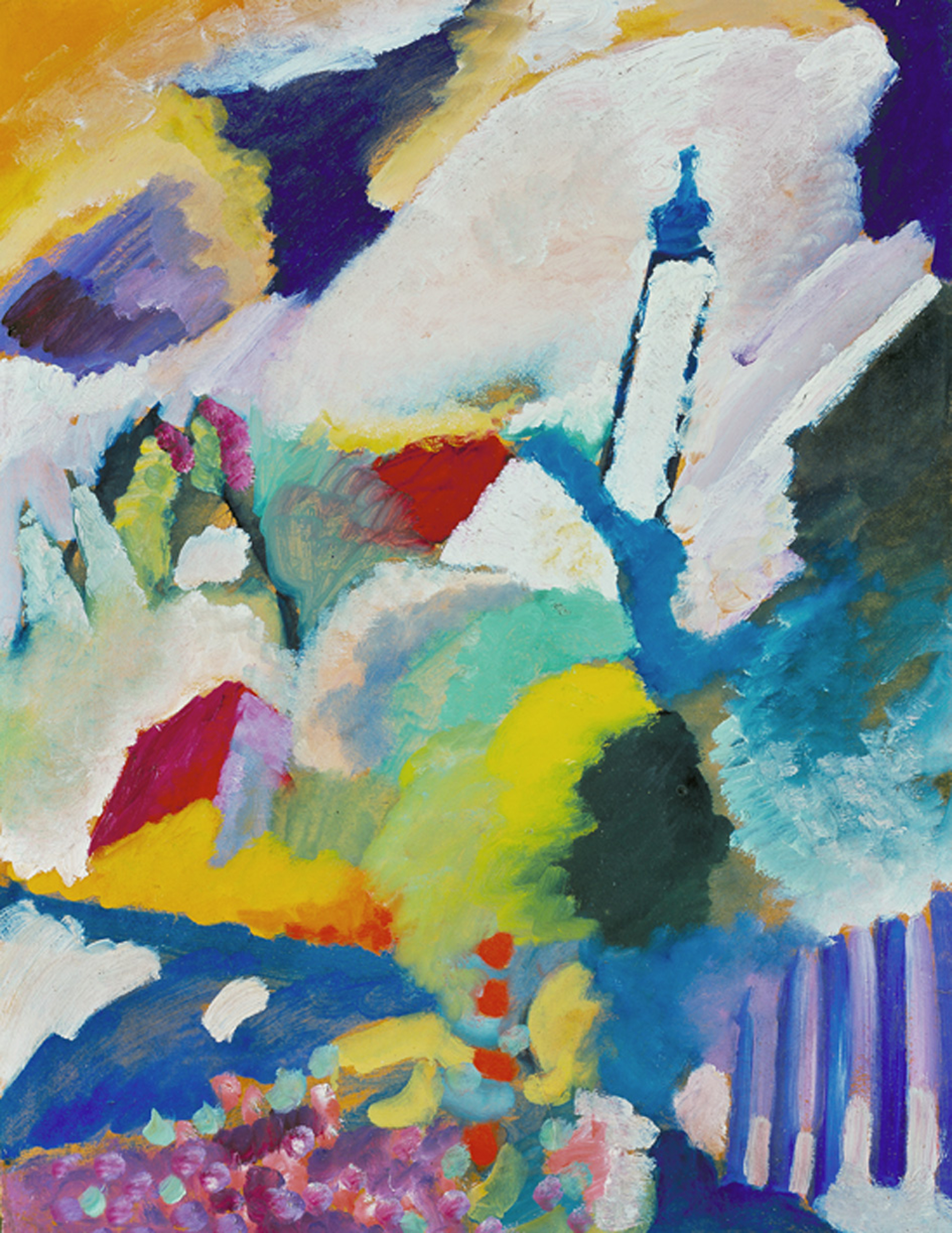
Wassily Kandinsky: Murnau mit Kirche I (1910)

Der Expressionist Wassily Kandinsky stellte 1910 die Pfarrkirche auf seinem Ölgemälde Murnau mit Kirche I dar.
Zum 300-jährigen Jubiläum der Grundsteinlegung wurde die Kirche von 2012 bis 2017 umfassend renoviert.

## Architektur
Die Pfarrkirche St. Nikolaus stellt eine der originellsten bayerischen Kirchenbauten der ersten Hälfte des 18. Jahrhunderts dar. Der Grundriss ist dreiteilig. Im Westen befindet sich eine dreiteilige Vorhalle. Hauptraum ist ein Zentralraum über ungleichseitigem Achteck. Der Chor ist als Dreikonchenanlage konzipiert. Wichtigstes Gestaltungselement des zentralen Oktogons sind acht Arkaden, die auf konkav gerundeten Pfeilern ruhen. Vor den Pfeilerstirnen stehen Doppelpilaster, an den Pfeilerflanken stehen einfache Pilaster. Die Arkadenbögen der Diagonalachsen sind als syrische Bögen ausgebildet. Auf deren waagrechten Gebälkstücken sitzen die Bögen der Hauptachsen. Gewölbt wird der achteckige Gemeinderaum von einer 25 Meter hohen Flachkuppel. Die Arkaden der Querachse umfangen seichte Kapellennischen, in denen sich unten Altäre und oben oval geschwungene Fenster befinden. Die Arkaden der Schrägseiten führen in dreieckige Kapellenräume. Ein tonnengedecktes Zwischenjoch mit Oratorienbalkonen leitet zum Chor. Dieser wirkt wiederum als Zentralraum: Er besitzt rund schließende Querarme und ein gleichfalls rund schließendes Altarhaus. Auch der Chor wird von einer Flachkuppel gedeckt.
Der Turm steht auf der südöstlichen Außenmauer. Reicher gestaltet ist nur sein Obergeschoss. Es ist durch Gesimse, Schallarkaden mit Balustrade und Ziffernblätter gegliedert. Als Turmabschluss dient eine Zwiebelhaube mit schlanker Laterne, die eine zweite Zwiebel trägt.

## Ausstattung

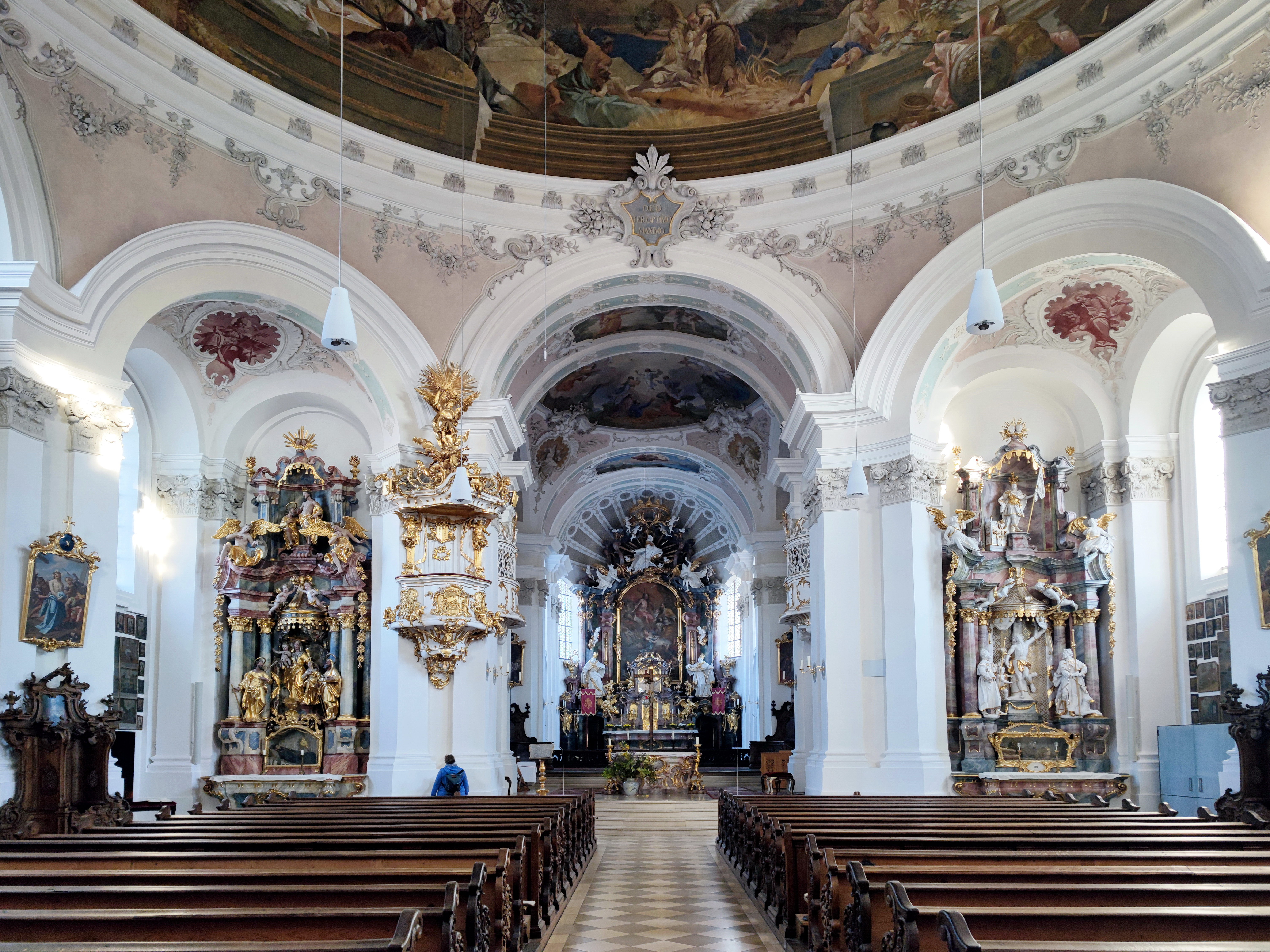
St. Nikolaus: Innenraum

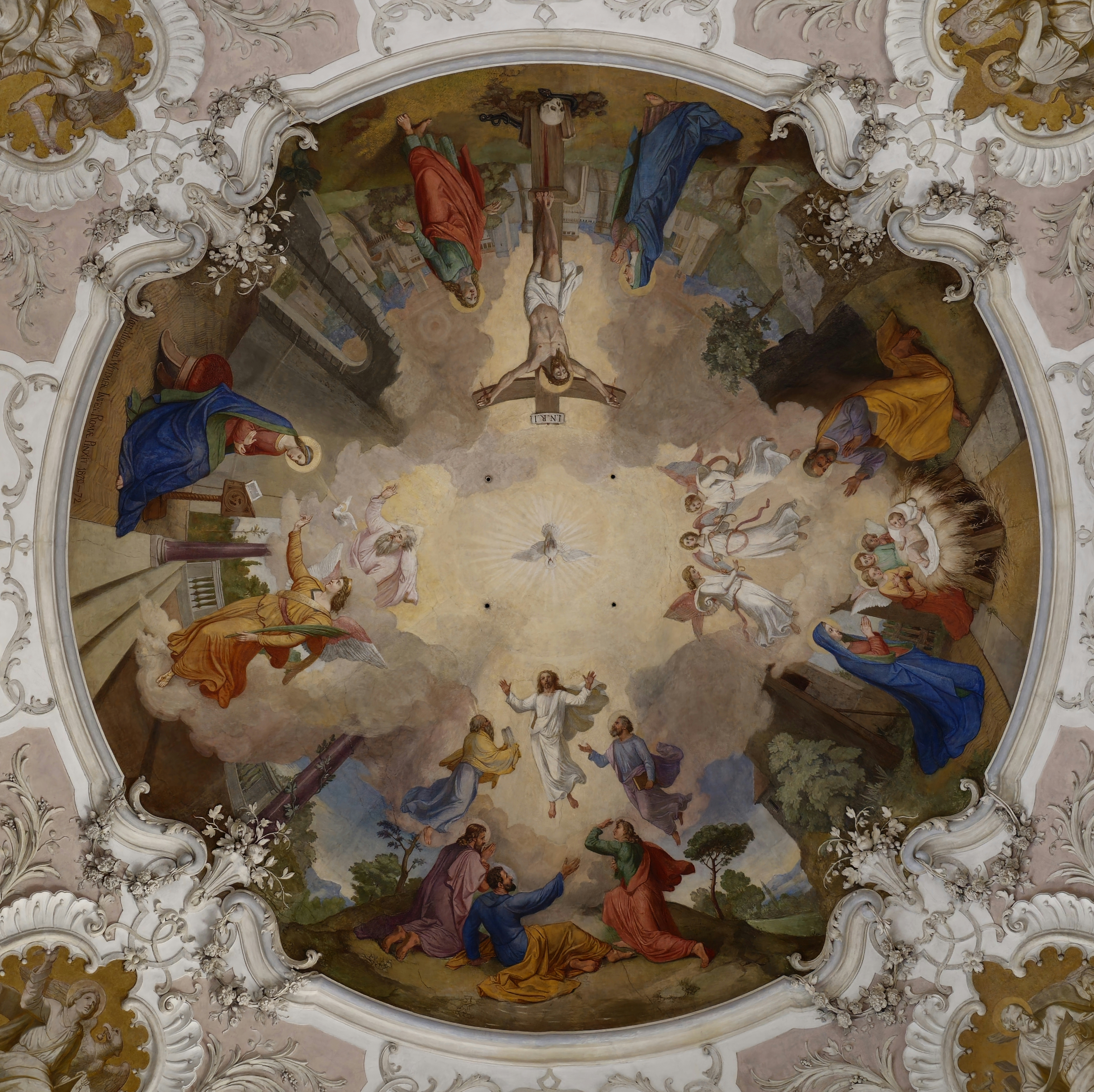
Chorfresko

Kuppelfresko

Die figurenreiche Darstellung des Jüngsten Gerichts im Kirchenschiff stammt von Waldemar Kolmsperger dem Älteren. Das Fresko im Querjoch zwischen Schiff und Chor hat die Vertreibung aus dem Paradies zum Thema, das im Querjoch zwischen Chor und Altarhaus die Erschaffung der Welt durch Gottvater. Die Fresken im Chor malten Johann Michael Wittmer und Josef Anton Schwarzmann um 1870. Das Kuppelfresko des Chors zeigt Verkündigung, Geburt, Verklärung und Kreuzigung Jesu. 

Hochaltar von 1770/71

Der Hochaltar mit seiner aus fantasievollen Pilastern und wellenförmigem Gebälk gebildeten Rahmenarchitektur wird von Gottvater vor der Strahlenglorie bekrönt. Auf den Giebelschrägen lagern Engel. Das Altarblatt zeigt den heiligen Nikolaus von Myra vor Christus sowie Szenen der Nikolauslegende. Gemalt hat es Johann Baptist Baader 1771. Links des Altarblatts steht eine Figur des heiligen Benno von Meißen, rechts eine des heiligen Ulrich von Augsburg. Geschaffen wurden die beschwingt ausgreifenden Heiligen vermutlich von Egid Verhelst um 1725 bis 1730. Auf der Altarmensa erheben sich Tabernakel und der Schrein mit dem Gnadenbild der Mater dolorosa, der von sieben Schwertern durchbohrten Maria.
Im Gemeinderaum befinden sich sechs Seitenaltäre. Der Altar in der nordöstlichen Kapelle stammt von 1734 und wurde 1751 von Franz Xaver Schmädl vollendet, der in der südöstlichen Kapelle stammt aus dem späten 18. Jahrhundert. Zwei der Seitenaltäre beinhalten Reliquienschreine des heiligen Vinzenz und der heiligen Viktoria.

Seitenaltäre
links hinten
links Mitte
links vorne
rechts hinten
rechts Mitte
rechts vorne

Die Beichtstühle, das Chorgestühl und die Brüstungen der Chororatorien fertigte wohl der Kistler Bartholomäus Zwink aus Uffing. Die Stuckaturen der Wessobrunner Schule werden Johann Baptist Zimmermann zugeschrieben. In einer Seitenkapelle stehen das Taufbecken und die Osterkerze.

### Glocken
Nachdem alle Glocken im Zweiten Weltkrieg eingeschmolzen wurden, wurden 1949 von Karl Czudnochowsky in Erding fünf neue gegossen.
| Nr. | Name         | Schlagton | Gewicht (ca.) |
| --- | ------------ | --------- | ------------- |
| 1   | St. Nikolaus | h         | 2500          |
| 2   | St. Maria    | e′        |               |
| 3   | Messglocke   | fis′      |               |
| 4   | Christkönig  | gis′      |               |
| 5   | St. Michael  | h′        |               |

### Orgel
St. Nikolaus erhielt 1749 eine Orgel, gebaut vom Füssener Orgelbauer Andreas Jäger, die 1786 von Jakob Kölbl aus Wielenbach repariert wurde. 1805 erfolgte der Bau eines neuen Instruments, wohl ebenfalls von Kölbl, mit folgender Disposition:
| I Manual  |       |
| Principal | 8′    |
| Gamba     | 8′    |
| Flöte     | 8′    |
| Octave    | 4′    |
| Flöte     | 4′    |
| Quinte    | 2 ⁄3′ |
| Octave    | 2′    |
| Mixtur    | 2′    |

| II Manual |       |
| Gedackt   | 8′    |
| Principal | 4′    |
| Flöte     | 4′    |
| Octav     | 2′    |
| Quinte    | 1 ⁄2′ |
| Mixtur IV | 1′    |

| Pedal    |        |
| Subbaß   | 16′    |
| Octavbaß | 8′     |
| Violon   | 8′     |
| Quintbaß | 5 1⁄3′ |

Diese Orgel wich 1892 einem größeren Neubau von Georg Friedrich Steinmeyer aus Oettingen, wobei der Prospekt von 1805 erhalten blieb. Die Disposition der Orgel mit Kegellade und mechanischer Spiel- sowie Registertraktur lautete nun:
| I Manual C–f3 |       |
| Bourdon       | 16′   |
| Principal     | 8′    |
| Salicional    | 8′    |
| Gamba         | 8′    |
| Gedeckt       | 8′    |
| Tibia         | 8′    |
| Octav         | 4′    |
| Gemshorn      | 4′    |
| Octav         | 2′    |
| Mixtur        | 2 ⁄3′ |
| Trompete      | 8′    |

| II Manual C–f3 |    |
| Principal      | 8′ |
| Dolce          | 8′ |
| Gedeckt        | 8′ |
| Flöte          | 8′ |
| Aeoline        | 8′ |
| Fugara         | 4′ |
| Flöte          | 4′ |
| Oboe           | 8′ |

| Pedal C–d1 |     |
| Subbaß     | 16′ |
| Violon     | 16′ |
| Octavbaß   | 8′  |
| Cello      | 8′  |
| Posaune    | 16′ |

Die 1970 erbaute Guido Nenninger aus München schließlich die heutige Orgel mit 21 Registern auf zwei Manualen und Pedal. Erneut wurde der Prospekt von 1805 übernommen. Ein Umbau bei diesem Instrument mit Schleiflade und mechanischer Spiel- und Registertraktur erfolgte 1992 durch Dieter Schingnitz aus Iffeldorf-Staltach: er ersetzte den Dulzian 16′ im Hauptwerk durch eine Trompete 8′ sowie den Choralbaß II 4′ durch eine Mixtur III 2 2⁄3′. Die heutige Disposition lautet daher:

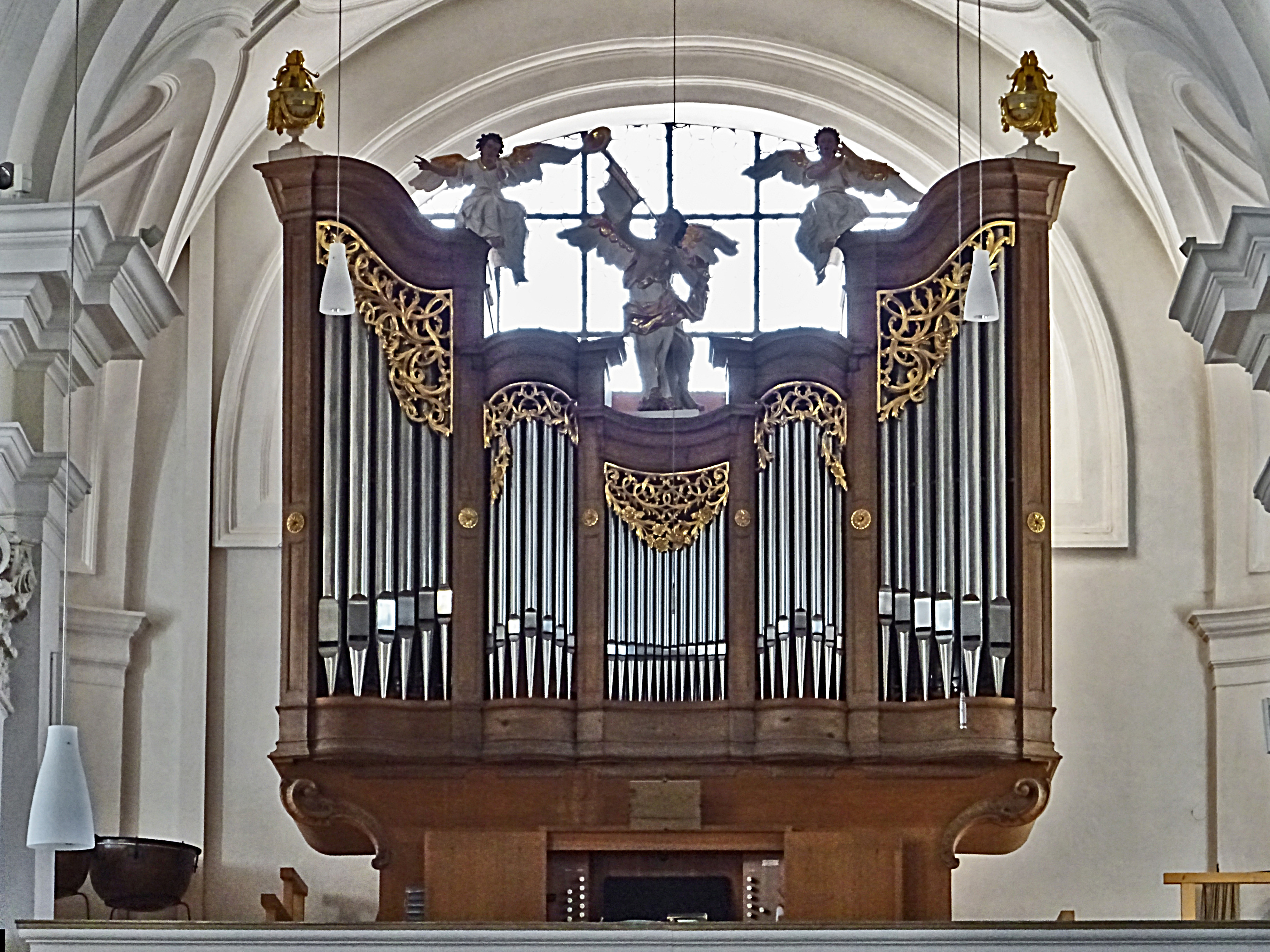
Nenninger-Orgel

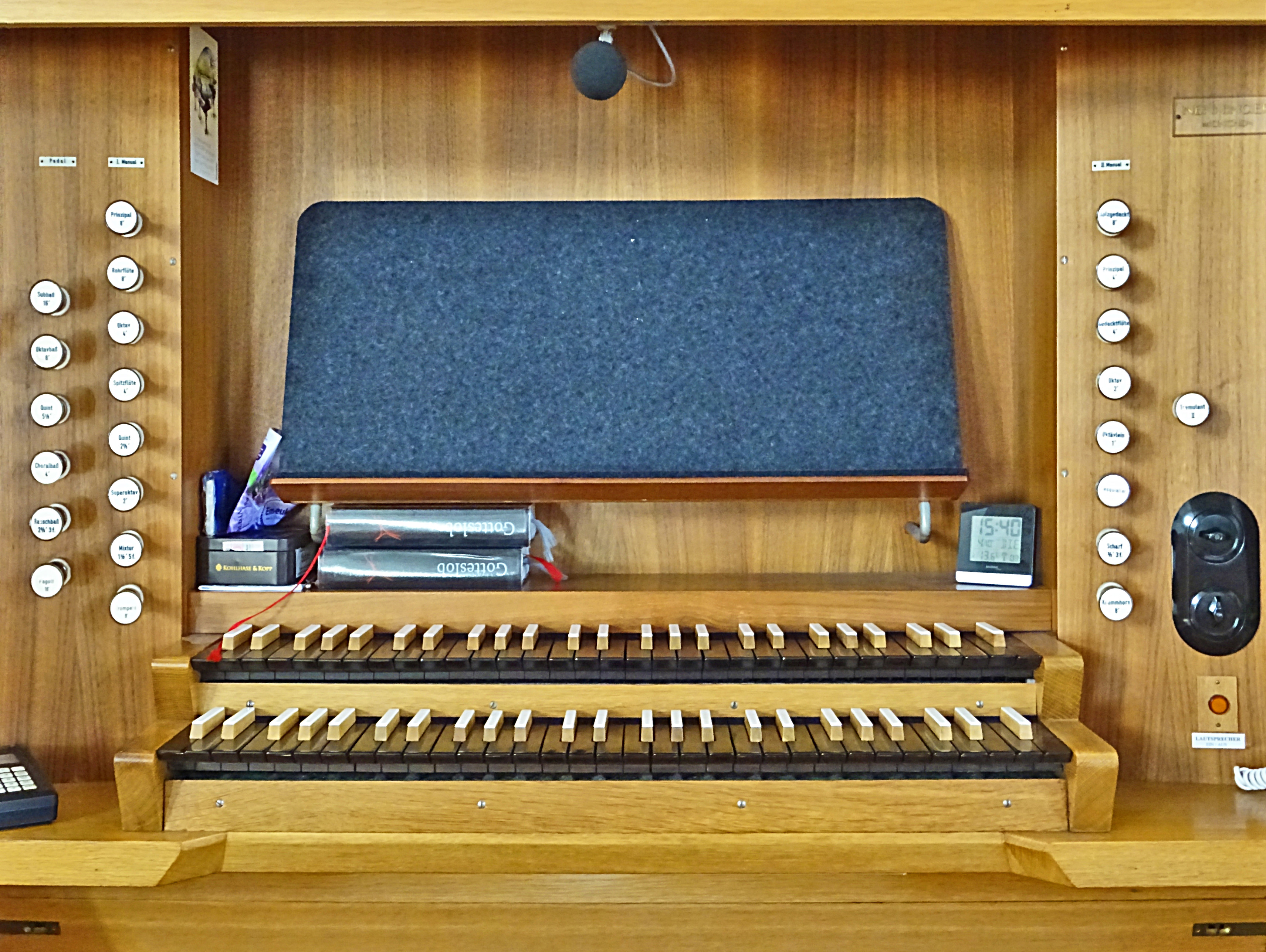
Spieltisch

| I Hauptwerk |       |
| Principal   | 8′    |
| Rohrflöte   | 8′    |
| Octav       | 4′    |
| Spitzflöte  | 4′    |
| Quint       | 2 ⁄3′ |
| Superoctav  | 2′    |
| Mixtur V    | 1 ⁄3′ |
| Trompete    | 8′    |

| II Positiv     |        |
| Holzgedackt    | 8′     |
| Principal      | 4′     |
| Gedacktflöte   | 4′     |
| Octav          | 2′     |
| Terzian II     | 1 3⁄5′ |
| Oktävlein      | 1′     |
| Oktavzimel III | 2⁄3′   |
| Krummhorn      | 8′     |

| Pedal      |        |
| Subbaß     | 16′    |
| Octavbaß   | 8′     |
| Quint      | 5 1⁄3′ |
| Mixtur III | 2 ⁄3′  |
| Fagott     | 8′     |

- Koppeln: II/I, II/P, I/P